# Canton de Crécy-sur-Serre
Le canton de Crécy-sur-Serre est une ancienne division administrative française située dans le département de l'Aisne et la région Picardie.

## Géographie
Ce canton a été organisé autour de Crécy-sur-Serre dans l'arrondissement de Laon. Son altitude varie de 52 m (Nouvion-et-Catillon) à 142 m (Bois-lès-Pargny) pour une altitude moyenne de 74 m.

## Histoire

### Révolution française

Carte du canton de Crécy-sur-Serre en 1790.

Le canton est créé le 18 février 1790 sous la Révolution française. 
Le canton comprend 14 communes avec Crécy-sur-Serre pour chef-lieu: Barenton-Bugny, Barenton-Cel, Barenton-sur-Serre, Bois-lès-Pargny, Chalandry, Chéry-lès-Pouilly, Crécy-sur-Serre, Dercy, Mesbrecourt, Montigny-sur-Crécy, Mortiers, Pargny-les-Bois, Pouilly-sur-Serre et Verneuil-sur-Serre. Le canton ne subit aucune modification dans sa composition et ses limites pendant cette période. Il est une subdivision du district de Laon qui disparait le 5 Fructidor An III (22 août 1795)
Lors de la création des arrondissements par la loi du 28 pluviôse an VIII (17 février 1800), le canton de Crécy-sur-Serre est rattaché à l'arrondissement de Laon.

### 1801-2015
L'arrêté du 3 vendémiaire an X (25 septembre 1801) entraine un redécoupage du canton de Crécy-sur-Serre qui est conservé. Cinq communes du canton de La Fère (Catillon-du-Temple, Nouvion-le-Comte, Nouvion-l'Abbesse, Pont-à-Bucy et Richecourt) et trois communes du canton de Crépy (Assis-sur-Serre, Couvron-et-Aumencourt et Remies) intègrent le canton . Il compte 22 communes avec ce redécoupage.
Par ordonnance du 8 septembre 1845, Catillon-du-Temple et Nouvion-l'Abbesse fusionnent pour former la commune de Nouvion-et-Catillon. Les communes de Mesbrecourt et Richecourt sont également regroupées et la nouvelle entité prend le nom de Mesbrecourt-Richecourt. Le nombre de communes passe de 22 à 20 communes. 
Le 1er janvier 1979, la commune de Pont-à-Bucy est absorbée par Nouvion-et-Catillon à la suite de l'arrêté préfectoral du 30 novembre 1978. Le canton comprend alors 19 communes et sa composition communale n'évolue pas jusqu'en mars 2015.

### Redécoupage de 2015
Un nouveau découpage territorial de l'Aisne entre en vigueur en mars 2015, défini par le décret du 21 février 2014 , en application des lois du 17 mai 2013 (loi organique 2013-402 et loi 2013-403). Les conseillers départementaux sont, à compter de ces élections, élus au scrutin majoritaire binominal mixte. Les électeurs de chaque canton élisent au Conseil départemental, nouvelle appellation du Conseil général, deux membres de sexe différent, qui se présentent en binôme de candidats. Les conseillers départementaux sont élus pour 6 ans au scrutin binominal majoritaire à deux tours, l'accès au second tour nécessitant 10 % des inscrits au 1er tour. En outre la totalité des conseillers départementaux est renouvelée. Ce nouveau mode de scrutin nécessite un redécoupage des cantons dont le nombre est divisé par deux avec arrondi à l'unité impaire supérieure. Dans l'Aisne, le nombre de cantons passe ainsi de 42 à 21. Le canton de Crécy-sur-Serre ne fait pas partie des cantons conservés du département. 
Le canton disparait lors des élections départementales de mars 2015. L'ensemble des communes est regroupée au canton voisin de Marle.

## Représentation

### Conseillers généraux de 1833 à 2015
| Période | Période      | Identité                                      | Étiquette          | Qualité |
| ------- | ------------ | --------------------------------------------- | ------------------ | --- |
| 1833    | 1839         | Henry Stanislas Malézieux-Briquet (1782-1854) |                    | Propriétaire, cultivateur, maire de Crépy-en-Laonnois                                                                      |
| 1839    | 1852         | Odilon Barrot                                 | Gauche puis Droite | Député de l'Eure (1830-1831) Député du Bas-Rhin (1831-1834) Député de l'Aisne (1834-1851) Chef du Gouvernement (1848-1849) |
| 1852    | 1861         | Jacques Louis Michel-Wafflart                 |                    | Propriétaire et brasseur à Crécy-sur-Serre, ancien conseiller d'arrondissement                                             |
| 1861    | 1867         | Louis Amable Viéville-Luzin                   |                    | Maire de Pouilly-sur-Serre                                                                                                 |
| 1867    | 1877         | Charles François Elzéar Turquin               | Droite             | Cultivateur, maire de Chalandry                                                                                            |
| 1877    | 1883         | Clovis Georges Caurette                       | Républicain        | Ancien notaire à Ham puis à Crécy-sur-Serre                                                                                |
| 1883    | 1919         | Alphonse-Gustave Mazurier                     | Républicain        | Président honoraire du Syndicat des fabricants de sucre de France Propriétaire à Crécy-sur-Serre                           |
| 1919    | 1937         | Louis Cavallier                               | Rad.               | Pharmacien de la gendarmerie Conseiller municipal de Crécy-sur-Serre                                                       |
| 1937    | 1940         | Paul Castel (1873-1953)                       | SFIO               | Chef de gare, maire de Mortiers                                                                                            |
|         |              |                                               |                    | |
| 1945    | 1951         | Paul Castel                                   | UDSR               | Cheminot (chef de gare) |
| 1951    | 1993 (décès) | Charles Brazier (1919-1993)                   | DVD                | Agriculteur Maire de Crécy-sur-Serre (1959-1993) Président du Conseil Général (1985-1988)                                  |
| 1993    | 2001         | Marcel Vivès                                  | PS                 | Professeur de collège Maire de Couvron-et-Aumencourt                                                                       |
| 2001    | 2015         | Bernard Ronsin                                | DVD                | Forgeron Maire de Crécy-sur-Serre (1993-2014)                                                                              |

### Conseillers d'arrondissement (de 1833 à 1940)
| Période                                  | Période      | Identité                                           | Étiquette   | Qualité |
| ---------------------------------------- | ------------ | -------------------------------------------------- | ----------- | --- |
| 1833                                     | 1836         | Isidore Célestin Jean Baptiste Brazier (1783-1850) |             | Propriétaire à Chéry-lès-Pouilly                                                                            |
| 1836                                     | 1842         | Jacques-Louis Michel-Wafflart                      |             | Brasseur à Crécy-sur-Serre                                                                                  |
| 1842                                     | 1848         | Jean-Baptiste Claude Marie Longuet (1792-1870)     |             | Cultivateur, maire de Dercy                                                                                 |
|                                          |              |                                                    |             | |
| 1904                                     | 1919 (décès) | Eugène Alfred Brazier (1869-1919)                  |             | Propriétaire à Nouvion-et-Catillon                                                                          |
| 1919                                     | 1922         | Louis-Robert Landrin                               |             | Maire de Couvron                                                                                            |
| 1922                                     | 1928         | M. Guillot                                         |             | |
| 1928                                     |              | M. Baudet                                          | Républicain | |
|                                          | 1940         | M. Franquet                                        | Radical     | |
| 1940                                     |              |                                                    |             | Les conseils d'arrondissement ont été suspendus par la loi du 12 octobre 1940 et n'ont jamais été réactivés |
| Les données manquantes sont à compléter. |              |                                                    |             | |

## Composition
Le canton de Crécy-sur-Serre a groupé 19 communes et compte 7 963 habitants en 2012.
| Code Insee | Nom                         | Superficie (km2) | Population (hab.) | Densité (hab./km2) |
| ---------- | --------------------------- | ---------------- | ----------------- | ------------------ |
| 02237      | Crécy-sur-Serre (Chef-lieu) | 17,90            | 1 475             | 82,4               |
| 02027      | Assis-sur-Serre             | 8,04             | 264               | 32,84              |
| 02046      | Barenton-Bugny              | 11,38            | 567               | 49,82              |
| 02047      | Barenton-Cel                | 6,69             | 133               | 19,88              |
| 02048      | Barenton-sur-Serre          | 8,05             | 118               | 14,66              |
| 02096      | Bois-lès-Pargny             | 10,32            | 189               | 18,31              |
| 02156      | Chalandry                   | 7,66             | 236               | 30,81              |
| 02180      | Chéry-lès-Pouilly           | 17,22            | 683               | 39,66              |
| 02231      | Couvron-et-Aumencourt       | 13,33            | 1 151             | 86,35              |
| 02261      | Dercy                       | 11,17            | 375               | 33,57              |
| 02480      | Mesbrecourt-Richecourt      | 8,98             | 299               | 33,3               |
| 02517      | Montigny-sur-Crécy          | 8,53             | 325               | 38,1               |
| 02529      | Mortiers                    | 6,39             | 201               | 31,46              |
| 02559      | Nouvion-et-Catillon         | 16,67            | 538               | 32,27              |
| 02560      | Nouvion-le-Comte            | 7,98             | 277               | 34,71              |
| 02591      | Pargny-les-Bois             | 6,83             | 131               | 19,18              |
| 02617      | Pouilly-sur-Serre           | 9,90             | 505               | 51,01              |
| 02638      | Remies                      | 8,98             | 238               | 26,5               |
| 02787      | Verneuil-sur-Serre          | 7,86             | 258               | 32,82              |

## Démographie
| 1962  | 1968  | 1975  | 1982  | 1990  | 1999  | 2006  | 2007  | 2008  |
| ----- | ----- | ----- | ----- | ----- | ----- | ----- | ----- | ----- |
| 8 355 | 7 808 | 7 588 | 7 735 | 7 857 | 7 757 | 8 200 | 8 170 | 8 213 |

| 2009  | 2010  | 2011  | 2012  | - | - | - | - | - |
| ----- | ----- | ----- | ----- | - | - | - | - | - |
| 8 190 | 8 126 | 8 131 | 7 963 | - | - | - | - | - |